# Union, Iowa
Union är en ort i Hardin County i Iowa. Vid 2010 års folkräkning hade Union 397 invånare.